# Институт языкознания имени А. Байтурсынова
Институт языкознания имени Ахмета Байтурсынова КН МНВО РК (каз. ҚР ҒЖБМ ҒК Ахмет Байтұрсынұлы атындағы Тіл білімі институты) — научно-исследовательский институт в Алматы, Казахстан, основанный в 1961 году и действующий в составе Комитета науки Министерства науки и высшего образования Республики Казахстан. Специализируется на фундаментальных и прикладных исследованиях проблем казахского языкознания, тюркологии.

## История
В 1961 году на основе Института языка и литературы созданы Институт литературы и искусства и Институт языкознания, директором последнего был назначен академик С. Кенесбаев.
В 1990 году Институту языкознания присвоено имя государственного деятеля, просветителя и основоположника казахского языкознания Ахмета Байтурсынова.

## Описание
Основными направлениями научной деятельности института являются разработка капитальной академической грамматики казахского языка, подготовка и издание многотомных толковых, терминологических, орфографических, двуязычных, многоязычных словарей, а также популяризация достижений и результатов исследований по казахскому языкознанию.
В институте ведутся исследования по грамматике, лексикологии, фонетике, культуре речи, ономастике, терминологии казахского языка, а также по прикладной лингвистике, этнолингвистике и истории литературного казахского языка.